# Luciano Geraci
Luciano Geraci (Petralia Sottana, 13 maggio 1877 – Petralia Sottana, 20 luglio 1946) è stato un vescovo cattolico italiano.

## Biografia
Ordinato sacerdote dopo gli studi al seminario di Cefalù, dottore in teologia e diritto canonico, fu parroco ed arciprete di Petralia Sottana. Durante la sua lunga attività pastorale presso il paese natìo promosse numerose iniziative sociali, fra cui la costituzione, nel 1905 della locale Cassa Rurale ed Artigiana "San Giuseppe" (oggi Banca di Credito Cooperativo San Giuseppe delle Madonie).
Nel 1932 fu nominato prelato d'onore di Sua Santità 
Nel 1937 divenne prelato di Santa Lucia del Mela (allora prelatura territoriale ed oggi parte dell'arcidiocesi di Messina-Lipari-Santa Lucia del Mela), nonché vescovo titolare di Modone. Conosciuto per la sua grande prudenza, sapeva unire mitezza e determinazione. Durante il suo servizio a capo della prelatura promosse, fra l'altro, l'ampliamento del palazzo vescovile e l'erezione delle parrocchie di Giammoro e Corriolo.
Morì nel 1946 per i postumi di un'operazione chirurgica.

## Genealogia episcopale
La genealogia episcopale è:
- Cardinale Scipione Rebiba
- Cardinale Giulio Antonio Santori
- Cardinale Girolamo Bernerio, O.P.
- Arcivescovo Galeazzo Sanvitale
- Cardinale Ludovico Ludovisi
- Cardinale Luigi Caetani
- Cardinale Ulderico Carpegna
- Cardinale Paluzzo Paluzzi Altieri degli Albertoni
- Papa Benedetto XIII
- Papa Benedetto XIV
- Papa Clemente XIII
- Cardinale Marcantonio Colonna
- Cardinale Giacinto Sigismondo Gerdil, B.
- Cardinale Giulio Maria della Somaglia
- Cardinale Carlo Odescalchi, S.I.
- Cardinale Costantino Patrizi Naro
- Cardinale Lucido Maria Parocchi
- Papa Pio X
- Papa Benedetto XV
- Arcivescovo Antonio Lega
- Vescovo Emiliano Cagnoni
- Vescovo Luciano Geraci